# Diagramma di Francis

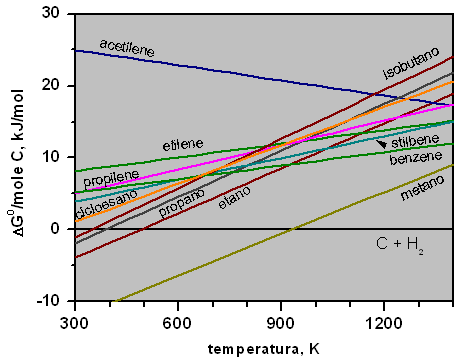
Diagramma di Francis.

Il diagramma di Francis in petrolchimica e chimica industriale rappresenta l'energia libera molare di Gibbs di formazione di varie specie, divisa per il numero di atomi di carbonio che la costituiscono (sulle ordinate) contro la temperatura espressa in Kelvin (sulle ascisse); è utile per comprendere gli aspetti termodinamici delle reazioni di cracking.
Tramite questo diagramma si può stabilire se ad una determinata temperatura la trasformazione di un idrocarburo in un altro è favorita o meno; si può notare ad esempio che il Metano sotto certe temperature è più stabile di C e H. Lo stesso vale per etano e propano. Il metano è infatti la paraffina più stabile. Più aumenta la catena più è presente instabilità. I composti saturi sono più stabili delle olefine.